# タルシア
タルシア（イタリア語: Tarsia）は、イタリア共和国カラブリア州コゼンツァ県にある、人口約2,000人の基礎自治体（コムーネ）。

## 地理

### 位置・広がり

#### 隣接コムーネ
隣接するコムーネは以下の通り。
- ビジニャーノ
- コリリアーノ＝ロッサーノ
- ロッジャーノ・グラヴィーナ
- サン・デメトリオ・コローネ
- サン・ロレンツォ・デル・ヴァッロ
- サン・マルコ・アルジェンターノ
- サンタ・ソフィーア・デピーロ
- スペッツァーノ・アルバネーゼ
- テッラノーヴァ・ダ・シーバリ